# الدوري الإنجليزي لكرة القدم 1929–30
الدوري الإنجليزي لكرة القدم 1929–30 (بالإنجليزية: 1929–30 Football League)‏ هو موسم من دوري كرة القدم الإنجليزي. فاز فيه شيفيلد وينزداي.